# Hollow Man 2
Série
Hollow Man : L'Homme sans ombre
(2000)
Pour plus de détails, voir Fiche technique et Distribution.
Hollow Man 2 aussi appelé L'Homme sans ombre 2 est un film de science-fiction américain réalisé par Claudio Fäh et sorti directement en vidéo en 2006. Il fait suite à Hollow Man : L'Homme sans ombre (2000) de Paul Verhoeven.

## Synopsis
Lors d'un cocktail au Reisner Institute, un groupe de réflexion de Washington, quelque temps après les événements liés aux crimes Sebastian Caine. Une force invisible entraîne un scientifique du nom de Dylan dans une salle de bain à proximité, où cette forme indéfinie jette brutalement Dylan au sol pour lui soutirer de l'information. Dylan mentionne une autre scientifique, Maggie Dalton, qui connaît la « formule » que recherche la forme invisible. Apparemment, en acceptant cela, l'être invisible le relâche, l'avertissant de ne rien dire à personne qu'il était là. Dès que l'homme invisible fait mine de partir, Dylan tente alors d'appeler quelqu'un sur son téléphone portable, mais l'homme invisible écrase le téléphone et entaille la gorge de Dylan. La police arrive au laboratoire pour mener une enquête sur le meurtre, mais le superviseur militaire du laboratoire, le colonel Gavin Bishop, insiste sur le fait qu'il s'agit d'une situation militaire interne et que la police n'y a pas compétence. Craignant les attaques contre les scientifiques restants, le propriétaire du laboratoire, le Dr William Reisner, emploie Frank Turner et son partenaire, le détective Lisa Martinez, pour protéger Maggie, mais refuse de divulguer des informations sur la nature de son travail.
Les deux détectives montent la garde devant la maison de Maggie. Quand Lisa ouvre la porte pour laisser entrer le chat, l'homme invisible se faufile derrière elle dans la maison. Juste quand il arrive à l'étude où Maggie se trouve, Lisa le traque et il la tue avec le cordon d'alimentation d'une lampe. Soudainement, des commandos militaires armés apparaissent et attaquent la maison, utilisant des lunettes thermiques pour viser et coincer l'homme invisible. Dehors, Turner confronte Bishop, réalisant qu'ils l'ont utilisé avec Lisa pour attirer l'homme invisible à la maison. Plusieurs grenades assourdissantes se déclenchent autour de la maison, empêchant les soldats d'agir et permettant à l'homme invisible de s'échapper à la poursuite de Turner et Maggie. Il les rattrape presque, mais est heurté et gravement blessé par une voiture et s'enfuit.
Maggie est placée en détention préventive par la police, où le supérieur et ami de Turner le capitaine Tom Harrison, a reçu l'ordre de la faire transférer à l'armée. Frank aide Maggie à s'échapper du poste de police et ils s'enfuient dans une voiture volée. Bishop et Reisner, sachant que leur carrière prendrait fin si Maggie parle, les déclarent fugitifs.
Maggie raconte plus tard à Turner que cinq ans auparavant, une équipe de scientifiques avait trouvé comment rendre les humains invisibles, mais quelque chose s'est mal passé, ne laissant que deux survivants. Un an après la fin du projet initial, le Reisner Institute a relancé les expériences en tant qu'opération financée secrètement par le ministère de la Défense pour créer le soldat parfait, nom de code Silent Knight, qui tente de rendre les humains invisibles. Le sérum résultant rend le tissu humain invisible, mais avec des effets néfastes: comme il permet à la lumière de passer directement à travers le sujet, le rayonnement endommage les cellules et provoque une dégradation physique et mentale, tuant lentement celle-ci. Maggie a développé un composé appelé le «tampon» pour contrer les effets de ce rayonnement particulier. Un soldat nommé Michael Griffin s'est porté volontaire, et le sérum réussi, mais le Buffer, un antidote, a échoué et Griffin est apparemment mort, ce qui a fait fuir Maggie. Cette dernière croit que Griffin a falsifié sa mort afin qu'il puisse utiliser ses pouvoirs sans retenue, mais il a maintenant besoin de l'antidote à la radiation avant de mourir.
Maggie reçoit un message d'un homme nommé Ludlow, qui a été en contact avec elle pendant des semaines. Turner utilise ses contacts pour trouver Ludlow, un soldat enrôlé dans le programme après Sebastian Caine (le cobaye original), mais avant Griffin. Il s'était caché, mais il meurt lentement des radiations. Ludlow a également suivi Griffin, et révèle l'histoire vraie de sa mort présumée et le programme lui-même : l'opération Silent Knight n'a jamais été sur la sécurité nationale, ainsi Griffin n'a pas non plus donné le Buffer, car ils l'ont utilisé pour assassiner leurs ennemis politiques.
Pendant ce temps, Griffin infiltre le bureau de Bishop et tous deux se disputent. Celui-ci tente de raisonner avec lui puis, désespéré, le poignarde avec un stylo (non mortellement). Griffin empale Bishop avec le même stylo et utilise son ordinateur pour localiser Ludlow. En arrivant à la cachette, Griffin attaque Turner, mais Ludlow intervient se sacrifiant pour permettre à Turner et Maggie de s'échapper. Griffin décide de les faire revenir en capturant la sœur de Maggie. Quand ils se rencontrent à la gare où il se cache, Griffin attrape silencieusement Maggie et essaie de la rendre invisible pour qu'il puisse la prendre inaperçue, mais Turner intervient. Après un court combat, Griffin s'échappe avec Maggie, laissant Turner avec l'arrivée de Reisner et ses gardes. Peu de temps après, Reisner poursuit un homme invisible, mais il est bientôt capturé et retenu par lui. Croyant qu'il est Griffin, il propose d'envoyer le tampon. Son visage cependant est celui de Turner, qui a utilisé la seringue jetée de Griffin pour devenir invisible à son tour. Reisner en reculant, est frappé et tué par une voiture en excès de vitesse.
Griffin emmène Maggie à son ancien laboratoire universitaire pour créer le tampon pour lui-même. Griffin l'oblige à s'injecter en premier, plutôt que de l'utiliser pour lui-même. Avec sa survie apparemment assurée, Griffin tente de tuer Maggie, mais Turner intervient et le fait tomber par la fenêtre du laboratoire. Turner court dehors, où Griffin le rend inconscient. Pendant que Griffin devient lentement visible, Maggie révèle qu'il a été empoisonné, car la fiole contenait du poison à rat puis elle perd conscience. Enragé, Griffin prend une pelle et tente de la tuer, mais Turner, ayant récupéré, l'arrête et le tue avec la pelle. Il emmène ensuite Maggie pour des soins médicaux, laissant le corps de Griffin dehors sous la pluie.
Quelques jours plus tard, Maggie se rétablit à l'hôpital et devrait être libérée sous peu. Heather lui dit que Turner n'a pas été retrouvé. Maggie insiste pour qu'il revienne vers elle, sachant qu'il a besoin de sa présence à ses côtés. Dehors, ils sont surveillés par un homme invisible à capuchon, vraisemblablement Turner, qui s'éloigne alors.

## Fiche technique
Sauf indication contraire, les informations mentionnées dans cette section peuvent être confirmées par la base de données cinématographiques IMDb,  présente dans la section « Liens externes ».
- Titre original : Hollow Man 2
- Titre français : Hollow Man 2 ou L'homme sans ombre 2
- Réalisation : Claudio Fäh
- Scénario : Joel Soisson, d'après une histoire de Gary Scott Thompson, d'après des personnages créés par Gary Scott Thompson et Andrew W. Marlowe
- Musique : Marcus Trumpp
- Direction artistique : Liz Goldwyn
- Décors : Brentan Harron
- Costumes : Maria Livingstone
- Photographie : Peter Wunstorf
- Son : Ezra Dweck, Jerry Gilbert, Scott Hinkley
- Montage : Nathan Easterling
- Production : David Lancaster

Producteur exécutif : Paul Verhoeven
Production déléguée : Douglas Wick, Lucy Fisher et Rachel Shane
Coproduction : Vicki Sotheran et Greg Malcolm
- Sociétés de production[2] : Red Wagon Entertainment et Frontera Productions, avec la participation de Destination Films
- Sociétés de distribution[2] : 
  - États-Unis (sortie DVD) : Sony Pictures Home Entertainment et Mill Creek Entertainment
  -  : Gaumont Columbia Tristar Films[1]
- Budget : n/a
- Pays d'origine :  États-Unis
- Langue originale : anglais
- Format[3] : couleur - 35 mm - 2,35:1 (Cinémascope) - son Dolby Digital
- Genre : science-fiction, action, thriller, épouvante-horreur
- Durée : 91 minutes
- Dates de sortie (en vidéo)[4] :
  - États-Unis : 23 mai 2006
  - Canada : 20 juin 2006
  - France : 5 septembre 2006[5],[6]
- Classification[7] :
  -  États-Unis : Interdit aux moins de 17 ans (R – Restricted)[Note 2].
  -  France : Tous publics avec avertissement[6].

## Distribution
- Christian Slater (VF : Damien Boisseau) : Michael Griffin
- Peter Facinelli (VF : Edouard Rouland) : l'inspecteur Frank Turner
- Laura Regan (VF : Sauvane Delanoë) : Maggie Dalton
- David McIlwraith : Dr. William Reisner
- Sarah Deakins (VF : Magali Barney) : inspecteur Lisa Martinez
- William McDonald (VF : Vincent Violette) : le colonel Gavin Bishop
- Nolan Gerard Funk (VF : Juan Llorca) : Josh
- Jessica Harmon (VF : Sandra Valentin) : Heather Dalton
- Colin Lawrence (VF : Gilles Morvan) : le capitaine Rollins
- Bruce Dawson (VF : Frédéric Popovic) : le capitaine Harrison
- Zara Taylor : Ashley
- John Shaw : Devin Villiers
- Sonya Salomaa : Trophy wife[pas clair]

## Distinctions
Sauf indication contraire, les informations mentionnées dans cette section peuvent être confirmées par la base de données cinématographiques IMDb,  présente dans la section « Liens externes ».

### Nominations
- Académie des films de science-fiction, fantastique et d'horreur - Saturn Awards 2007 : Meilleure édition DVD.

## Clin d’œil
Christian Slater joue le rôle de Michael Griffin. Dans le roman L'Homme invisible de H. G. Wells le personnage se nomme Griffin, alors que dans le film L'Homme invisible (The Invisible Man, 1933) de James Whale il s'appelle Jack Griffin.